# Carl Otto Deuster

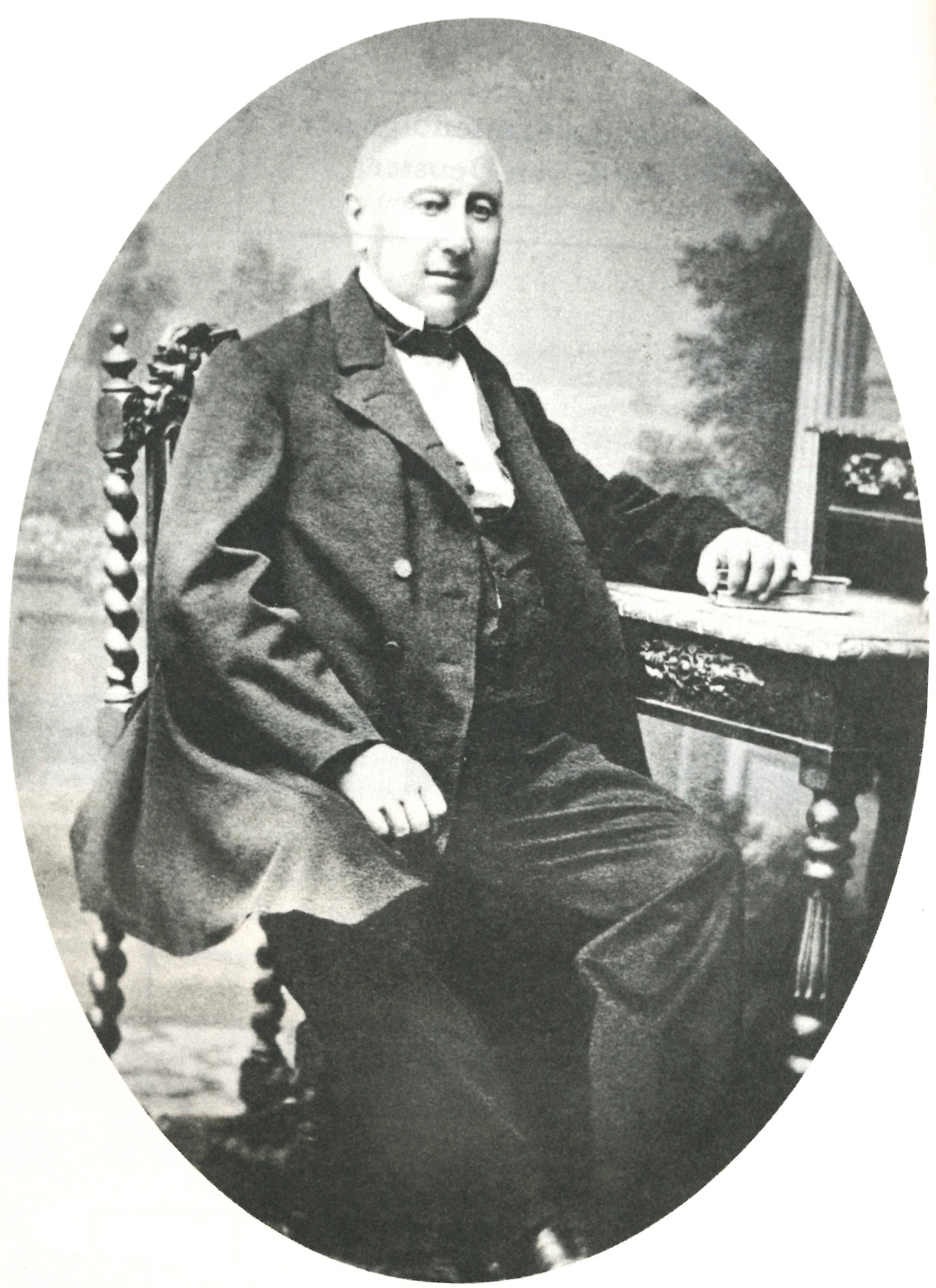
Carl Otto Deuster, Fotografie vor 1877

Carl Otto Deuster (auch Carl Otto II. Deuster, fälschlicherweise Otto Karl Deuster; * 21. November 1800; † 20. Februar 1877) war ein unterfränkischer Gutsbesitzer und zwischen 1859 und 1861 Landtagsabgeordneter in der Kammer der Abgeordneten in der Bayerischen Ständeversammlung.

## Leben
Carl Otto Deuster wurde am 21. November 1800 geboren. Er war der Sohn des Johann Reichard Deuster (1763–1812), der als Weinhändler in Kitzingen am Main zu einigem Reichtum gekommen war. Die Mutter hieß Eva Barbara, geborene Hartmann und war Tochter des Schwanenwirtes in der Stadt. Die Familie Deuster war mit dem Großvater Carl Otto I. Deuster (1723–1799) aus dem pfälzischen Kirn nach Franken gezogen und konnte schnell innerhalb der Weinhandelsstadt aufsteigen.
Über die Schulzeit des jungen Carl Otto ist nichts bekannt. Im Jahr 1821 erhielt er auf Drängen der Mutter das Kitzinger Bürgerrecht und konnte in der Folgezeit in der Weinhandlung des Vaters ausgebildet werden, die seit dem Tod des Johann Reichard Deuster 1812 von seiner Frau geführt wurde. Bald übernahm Carl Otto den Weinhandel, im Laufe seines Lebens wurde er allerdings auch als Kaufmann und Bankier bezeichnet. Gesichert ist, dass Deuster zu großem Reichtum kam.
Hierzu trug auch die Hochzeit mit Justine Hornschuch bei, die er 1825 heiratete. Hornschuch entstammte einer alteingesessenen Kitzinger Weinhändlerfamilie und brachte einigen Besitz in die Ehe. Im Jahr 1840/41, kurz nach dem Tod des Schwiegervaters, erwarb Deuster das Rittergut Ditterswind bei Maroldsweisach. Es blieb das einzige Hofgut, das länger im Besitz der Familie blieb. Daneben betätigte sich Deuster als Immobilienspekulant und verkaufte in dieser Rolle im Jahr 1870 die Domherrnmühle bei Iphofen.
Obwohl die Familie ihren Stammsitz in der Kitzinger Luitpoldstraße 12 hatte, wurde Deuster 1859 als Abgeordneter des Wahlbezirks Haßfurt in die Bayerische Ständeversammlung entsandt. Dies ist darauf zurückzuführen, dass das Hofgut Ditterswind in den Haßbergen zu verorten ist. Über die politischen Ansichten des Weinhändlers ist nichts genaues bekannt. Eventuell vertrat er eher konservative Ansichten, die später von seinen Söhnen und Enkeln geteilt wurden. Carl Otto Deuster starb am 20. Februar 1877.

## Ehe und Nachkommen
Im Jahr 1825 heiratete Carl Otto Deuster Justine Hornschuch (1806–1882), die als Tochter eines Weinhändlers ein großes Vermögen mit in die Ehe brachte. Der Verbindung entstammten neun Kinder, von denen allerdings nur sechs das Erwachsenenalter erreichten. Insbesondere der zweitälteste Sohn Carl Oskar bemühte sich um die Vergrößerung des Familienbesitzes. Ihm gelang 1887 die Nobilitierung der Familie und der Aufstieg in die Kammer der erblichen Reichsräte. 
- Carl Reichard von Deuster (1826–1897), Brauereibesitzer
- Emma Barbara Deuster (1828–1869)
- Carl Oskar von Deuster (1835–1904), Gutsbesitzer und Politiker
- Friedrich von Deuster (1836–1911)
- Ida Deuster (1842–1929)
- Olga von Deuster (1847–1933)[3]